# Lempira (waluta)
Lempira – jednostka walutowa Hondurasu, dzieli się na się na 100 centavos. Wprowadzona w 1931 r., zastępując peso honduraskie w stosunku 1:1.
Nazwa Lempira pochodzi od bohatera narodowego, indiańskiego kacyka Lempira, który walczył z hiszpańskimi konkwistadorami podczas podboju Hondurasu. Postać ta występuje również na monetach 20 i 50 centavos oraz na banknocie 1 lempiras.
W obiegu znajdują się:
- monety o nominałach 1, 2, 5, 10, 20 i 50 centavos.
- banknoty o nominałach 1, 2, 5, 10, 20, 50, 100 i 500 lempir.